# 保拉王后
保拉（1937年9月11日—）为比利时国王阿尔贝二世妻子。1937年9月11日保拉出生于意大利王国，为意大利贵族。1959年保拉与时任比利时国王博杜安弟弟阿尔贝（1993年至2013年在位为比利时国王阿尔贝二世）于比利时布鲁塞尔结婚，生有三个子女。

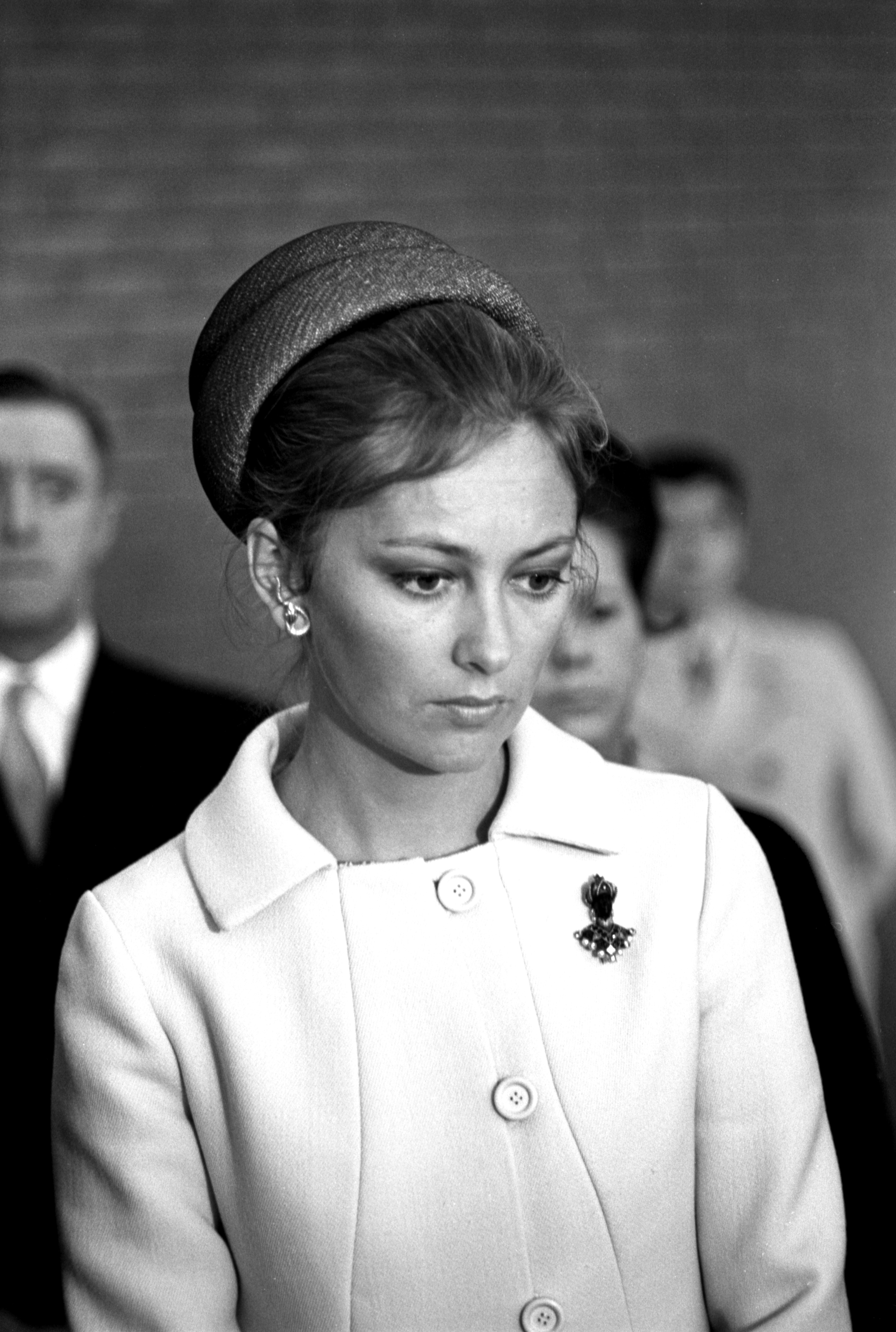
1967年（31岁）

保拉祖先为13世纪时西西里王国大元帅，这个家族于14世纪时分为两支，其中一支传到其父亲，为鲁弗·迪·卡拉伯里亚亲王。其兄目前为家族家长，继承了众多头衔：包括西西里亲王、帕拉佐罗亲王、那不勒斯贵族、瓜地亚·伦巴达公爵、里古地亚侯爵、西诺坡里伯爵、尼郭太拉伯爵、卡拉那男爵、克里斯帕诺男爵等。
保拉精通意大利语、英语与法语，但始终不会说60%比利时人应用弗拉芒语。

## 头衔
- 1937年9月11日 – 1959年7月2日：保拉·鲁弗·迪·卡拉伯里亚貴女（Donna  Paola Ruffo di Calabria）
- 1959年7月2日 – 1993年8月9日：列日親王妃殿下（HRH  The Princess of Liège）
- 1993年8月9日 – 2013年7月21日：比利時王后陛下（HM  The Queen of the Belgians）
- 2013年7月21日 – 至今：比利時保拉王后陛下（HM  Queen Paola of Belgium）

### 榮譽
- 義大利 共和國功績勳章（英语：Order of Merit of the Italian Republic）大十字騎士 (Grand Cross of the Order of Merit of the Italian Republic)
- 比利时 利奧波德大綬勳章（英语：Order of Leopold (Belgium)） (Grand Cordon of the Order of Leopold)

#### 其他榮譽
- 日本 寶冠大綬章 (Grand Cordon (Paulownia) of the Order of the Precious Crown)